# Himalaya-Türme

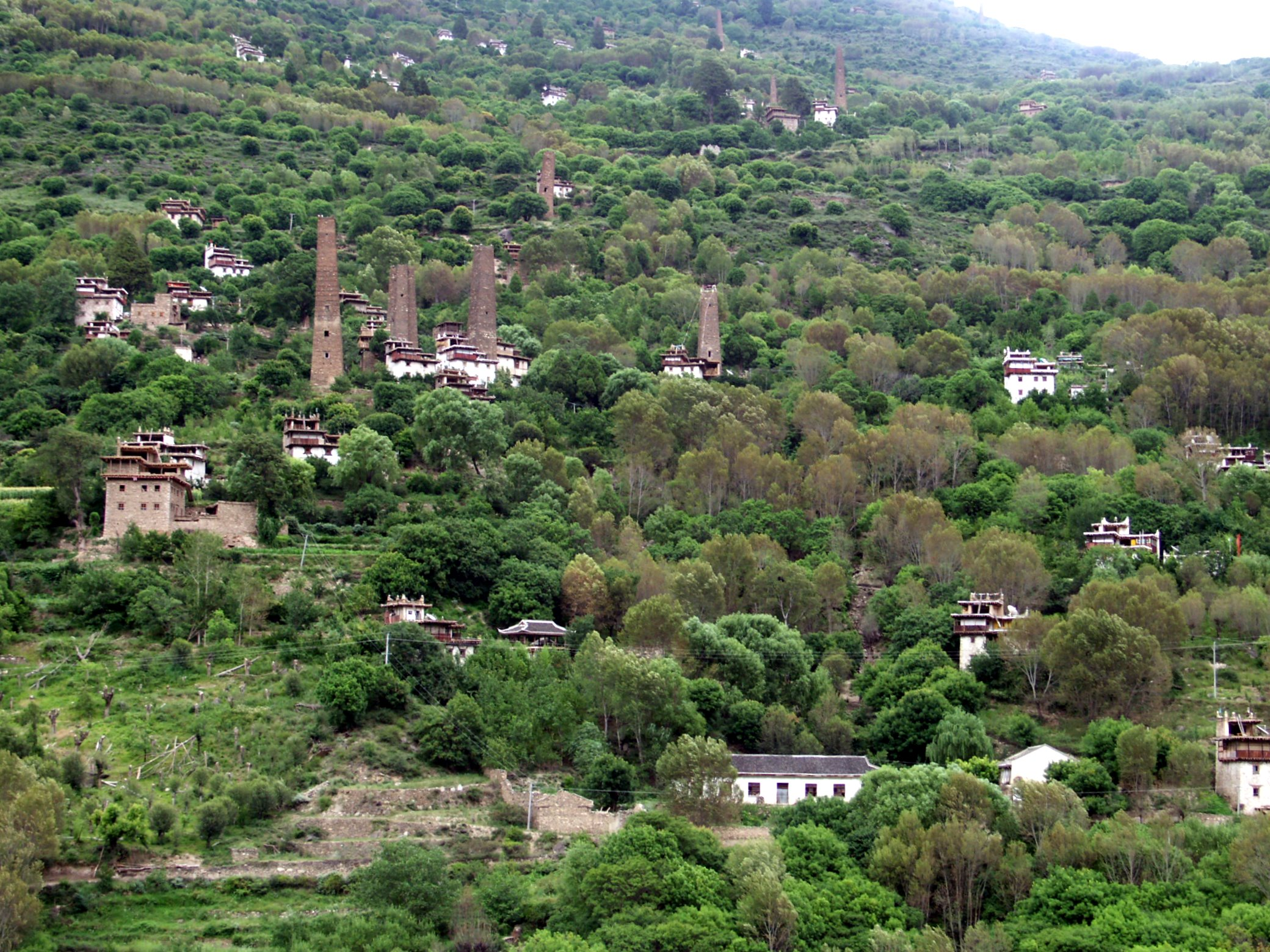
Himalaya-Türme in Danba, Sichuan

Die Himalaya-Türme, auch Steinerne Sternentürme genannt, sind Turmhäuser aus Stein, die vermutlich zu Prestige- oder Verteidigungszwecken gebaut wurden und vor allem in Kham, einer Region von Tibet, sowie in dem vom modernen Qiang-Volk bewohnten Gebiet und in der historischen, von den Tanguten bewohnten Region zu finden sind.
Diese Türme sind sowohl in Städten als auch in unbewohnten Regionen zu finden. Sie wurden zum ersten Mal während der Ming-Dynastie (1368–1644) beschrieben. Die Kohlenstoffdatierung von Frederique Darragon zeigte, dass sie vor etwa 900 bis 1400 Jahren errichtet wurden.
Da sie sich in der Regel in wohlhabenden Dörfern befinden, geht man davon aus, dass sie in erster Linie dazu dienten, das Prestige einer Familie innerhalb der Gemeinschaft zu demonstrieren. Zu dieser Zeit wurde der Reichtum vor allem durch den Handel mit den Mongolen erworben. Viele der Türme sind aus Gründen der Festigkeit nicht streng rechteckig, sondern sternförmig aufgebaut. Ihre Höhe kann 60 m übersteigen.

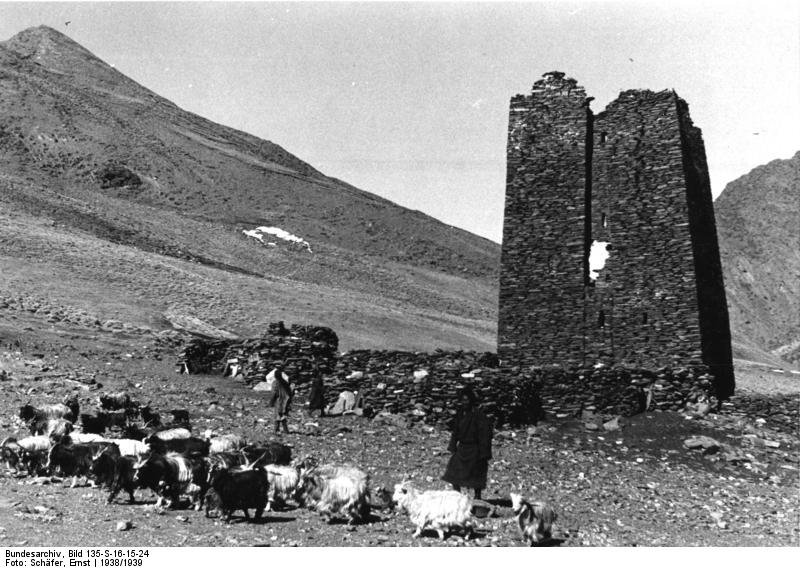
Bundesarchiv Bild 135-S-16-15-24, Tibetexpedition, Alter Wachturm mit Schafherde (Foto: Ernst Schäfer, 1938)

Die Himalaya-Türme wurden 2006 vom World Monuments Fund in die Liste der gefährdeten Kulturstätten des World Monuments Watch aufgenommen. Die Türme waren den meisten Kulturexperten in China vor ihrer Aufnahme in die Liste der gefährdeten Stätten unbekannt. Der Weltdenkmalfonds hat Mittel für die Reparatur und Erhaltung einiger der Türme bereitgestellt, die im Laufe der Zeit vandalisiert oder vernachlässigt wurden. Einheimische haben sich dafür eingesetzt, dass die Türme und ihre Landschaft in die UNESCO-Liste des Weltkulturerbes aufgenommen werden.